# Henry Rox

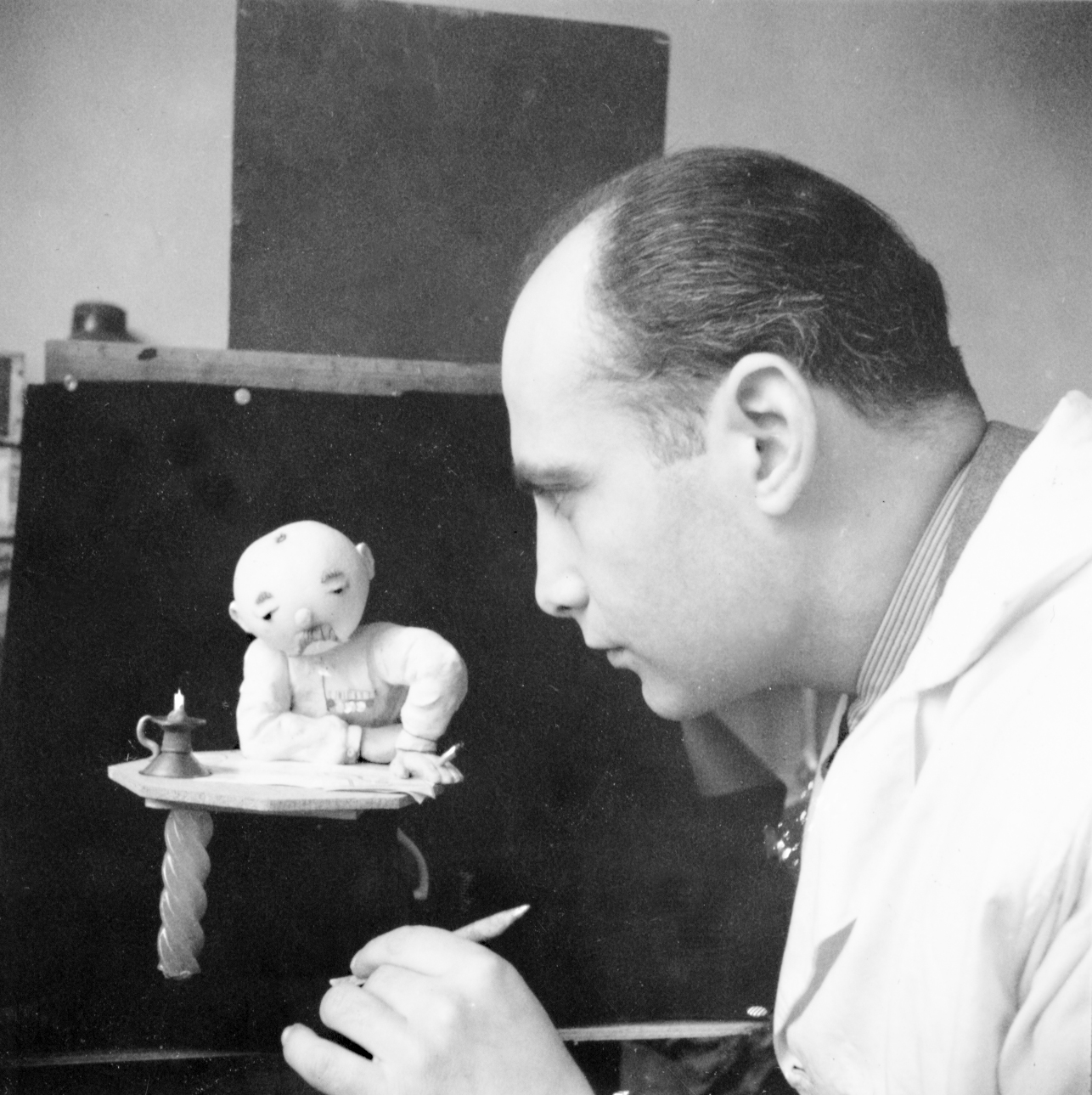
Henry Rox © Henry-Rox-Archives-Cologne, 2021

Henry Rox, geboren als Heinrich Rosenberg (* 18. März 1899 in Berlin; † 14. Juli 1967 in South Hadley in Massachusetts, USA) war ein deutsch-amerikanischer Künstler, Bildhauer und Fotograf.

## Leben
Henry Rox war Sohn des Textilkaufmanns Gustav Rosenberg und seiner Frau Zippora. Nach Schulbesuch auf dem Hohenzollern-Gymnasium Berlin-Schöneberg (heute: Gustav Langenscheidt-Schule) bis zum Abitur 1917 war er Teilnehmer am Ersten Weltkrieg an der Westfront (1917/18) und erhielt das Eiserne Kreuz II. Klasse. Ab 1920 studierte er Kunstgeschichte an der Universität Berlin, Bildhauerei an der Kunstgewerbeschule Berlin-Charlottenburg und besuchte die Bildhauerklasse an der Académie Julian in Paris. 1933 besuchte er eine (private) Fotoschule in Berlin.
1927 heiratete er Charlotte Fleck, danach führten sie die Namen Heinz und Lotte Rosenberg-Fleck. 1934 verließen beide Deutschland, lebten für vier Jahre in London und nahmen eine Namensänderung in Henry und Lotte Rox vor. 1938 emigrierten sie nach New York, und ab 1939 arbeitete Henry Rox als Lecturer für Bildhauerei und Kunstgeschichte am Mount Holyoke College in South Hadley, das ausschließlich Frauen aufnahm. 1948 wurde er dort Assistant Professor, und Henry und Lotte Rox erhielten die amerikanische Staatsbürgerschaft. 1954 wurde er zum Professor of Art ernannt und erhielt ein Guggenheim-Stipendium für eine Reise nach Europa. 1964 wurde Rox emeritiert; er starb 1967 in South Hadley.
Henry Rox schuf erst in Berlin (als Heinrich Rosenberg-Fleck) und dann ab 1940 in den USA Bildhauerarbeiten aus Terrakotta, Holz und Metall. Es entstanden Menschendarstellungen mit Porträts, Halbfiguren und ganzen Personen. Der Stil war realistisch mit leichten, expressionistischen Formen. Seine Arbeiten wurden in ganz Amerika ausgestellt und erhielten Preise.
Eine andere Form seiner künstlerischen Aktivität waren vermenschlichte Obst- und Früchteszenen, die erst im Studio aufgebaut und dann von ihm fotografiert wurden. Diese Schwarz-Weiß und auch Color-Fotografien wurden als humor- und espritreich beschrieben, er konnte mehrere (Kinder/Jugend-) Bücher mit ihnen illustrieren. Die Fotografien wurden in bekannten Magazinen und Illustrierten hauptsächlich in Amerika veröffentlicht. Für einen Musikfilm (Strike up the Band, 1940) mit Judy Garland und Mike Rooney konstruierte er ein ganzes, animiertes Früchteorchester.
Henry Rox war über 25 Jahre Dozent für Bildhauerei am Mount Holyoke College in South Hadley und konnte dort Studentinnen künstlerisch begleiten, unter anderem die Performance- und Videokünstlerin Joan Jonas.
Der Kölner Fotograf und Sammler Wolfgang Vollmer hat sich besonders für die Wiederentdeckung des fotografischen Werks von Henry Rox engagiert: Er recherchierte Leben und Werk und verwaltet einen Teil des Nachlasses. 2021 zeigte der Fotohof (Salzburg) im Rahmen einer Ausstellung von Wolfgang Vollmer auch Arbeiten von Henry Rox und publizierte ein Buch mit fotografischen Arbeiten.

## Ausstellungen (Auswahl, Ausstellungen mit Bildhauerei, wenn Fotografie, dann ausgewiesen)
- 1929 Herbst-Ausstellung, Preußische Akademie der Künste, Berlin
- 1933 Lebendige deutsche Kunst, 3. Teil, Cassirer / Flechtheim, Berlin
- 1934 German-Jewish Artist´s work, Parsons´ Galleries, London
- 1940 Henry Rox, Dwight Art Memorial, Mount Holyoke College, South Hadley, MA
- 1942 Contemporary American Sculpture, New York
- 1943 American Sculpture of our Time, Buchholz Gallery Curt Valentin, New York Springfield Art League Members, Springfield Museum of Fine Art, MA
- 1945 Recent Work by American Sculptors, Buchholz Gallery, New York Photo-Sculpture, State Library Gallery, Concord, NH Henry Rox – Photo-Sculpture, Art Headquarters Gallery, NY, (44 Fotografien)
- 1946 Sculptures Henry Rox, Kleemann Gallery, New York
- 1947 Henry Rox, Mount Holyoke College, South Hadley, MA, (17 Skulpt., 22 Fotografien) Sculptures Henry Rox, De Young Museum, San Francisco
- 1948 Contemporary Sculpture and Painting, Whitney Museum of American Art, NY Sculpture at the Crossroads, Worcester Art Museum, Worcester, MA, (Gruppenausstellung mit Skulpturen u. a. von Barlach, Brancusi, Calder, Kolbe, Lehmbruck, Maillol, Marcks, Moore, Rox, Zadkine; Kurator Henry Rox)[10] ; Photo-Sculpture, Worcester Art Museum, Worcester, MA (Fotografien)
- 1949 13th National Ceramic Exhibition, Syracuse Museum of Fine Arts, NY Sculpture since Rodin, Yale University Art Gallery, New Haven, Connecticut (Gruppenausstellung mit 34 Werken von u. a. Archipenko, Barlach, Brancusi, Calder, Kolbe, Lehmbruck, Lipchitz, Maillol, Marcks, Moore, Rodin, Rox, Zadkine) Ceramics Exhibition, The Wichita Art Association, Wichita, Kansas
- 1950 The Eye Listens, Dwight Art Memorial, Mount Holyoke College, South Hadley, MA
- 1951 American Sculpture
- 1951 Metropolitan Museum of Fine Arts, NY
- 1952 National Academy of Design, NY
- 1953 Boston Arts Festival Henry Rox Exhibition, April
- 1953 Fitchburg Art Museum, MA 1
- 1956 Annual Show Audubon Artists, National Academy Galleries, NY Annual Exhibition, Whitney Museum of American Art, NY
- 1959 Henry Rox, Mount Holyoke College, South Hadley, MA, (30 Skulpt., 33 Fotografien)
- 1962 Summer Exhibitions, Berkshire Museum, Pittsfield, MA, (u. a. Kingman, Magritte, Rox, Yovan, Nolan)
- 1966 Henry Rox – Sculpture Retrospective, Dwight Art Memorial, Mount Holyoke College, South Hadley, MA[11]
- 2021 Henry Rox Revue, Fotohof, Salzburg

### Weitere Gruppenausstellungen
- Royal Academy of Arts, London;
- Royal Glasgow Institute of Fine Arts, Glasgow;
- Salon d´Automne, Paris; National Institute of Arts and Letters,
- New York; Institute of Contemporary Arts, Boston, MA;
- University of Wisconsin, Madison, WI; Detroit Institute of Art, Detroit, MI;
- Museum of Contemporary Crafts, New York, Museo Internationale delle Ceramiche, Faenza, RA, Italien

## Werke
- James Laver, Henry Rox (Illu.), Tommy Apple and his Adventures in Banana-Land, Jonathan Cape Ltd., London, 1935[12]
- James Laver, Henry Rox (Illu.), Tommy Apple and Peggy Pear, Jonathan Cape Ltd. London, 1936
- Henry Rox u. Margaret Fisher, Banana Circus, G.P. Putman`s Sons, New York, 1940
- Henry Rox u. Margaret Fisher, Banana Circus, Hammond, Hammond & Comp. Ltd, London, 1943
- Henry Rox u. Margaret Fisher, Banana Circus (Hebräische Version), Oded Beri, 1982

## Film
- Strike up the Band, 1940, mit Judy Garland and Mickey Rooney, M.G.M.-Musical-Produktion (Deutscher Titel: Heiße Rhythmen in Chicago)

## Veröffentlichungen von Fotografien (Auswahl)
- LIFE, US, 11. Dezember 1939, „Speaking of Pictures ... These Musicians are made of fruit“, S. 12–15.
- LIFE, US, 18. November 1940, „Speaking of Pictures ... these are Table-Top Photographs“, S. 12–14.
- Vogue, US, 1. Juni 1943, „Summer rich, in vitamins...“, S. 68–69.
- CORONET, US, Dezember 1943, „Lighthearted Folk of Lettuce Lane“, S. 55–58.
- Parade, US, 17. Dezember 1944, „Sculpture you can eat“, S. 18–21.
- The New York Times Magazine, 15. September 1946, „Deubling in Fruit“, o. S. (4 × Plastik, 4 × Photo)
- European Stars & Strips, Darmstadt, 12. Juni 1948, „Fruit Sculptor“, S. 2.
- The Young Companion, Shanghai, Februar 1948, „These Musicians Are Made of Fruit“, S. 40. #
- HEUTE, Nr. 65, Deutschland, 1. August 1948, „Rhapsodie in Obst“, S. 22.
- Graphis, Zürich/Schweiz, Nr. 63/1956, „Henry Rox“, S. 58–63.
- This Week Magazin/Los Angeles Times, US, 14. April 1957, „Art a la Carte“, Titel, S. 26–27.
- Family Cicle, US, 2/1958, „Mardi Gras Meal Makers“, Titel u. S. 44–49.
- Die besten Fotos aus LIFE, 1974, „Was Bilder betrifft: Eßbare Kunst“, 4 Motive aus LIFE 1939, S. 72/73.
- Jüdische Allgemeine, Christine Schmitt „Zwiebelpianist mit Bananenchor“, 9. Dezember 2021, Berlin 2021, S. 14
- brennpunkt 2/2022, Berlin 2022, S. 104–107.
- FOAM # 63, Amsterdam 2023, S. 22–32.
- Le Magazine du Monde Nr.: 638, Léo Bourdin „Le jardin des délires“, Paris 2023, S. 98–105.

## Bücher
- Henry Rox Revue, Wolfgang Vollmer, FOTOHOF edition, 2020, ISBN 978-3-902993-97-7

## Belege
1. ↑  G. Rosenberg – Veikkos-archiv. Abgerufen am 30. November 2020.
2. ↑  Friedrich und Maria Dessauer | Sammlungen an der Goethe-Universität. Abgerufen am 24. November 2020.
3. ↑  Collections Database. Abgerufen am 24. November 2020.
4. ↑  Young Monk. Abgerufen am 24. November 2020 (englisch).
5. ↑  KulturAgentur - Henry Rox Revue. Archiviert vom Original (nicht mehr online verfügbar) am 12. Januar 2021; abgerufen am 10. Januar 2021.  Info: Der Archivlink wurde automatisch eingesetzt und noch nicht geprüft. Bitte prüfe Original- und Archivlink gemäß Anleitung und entferne dann diesen Hinweis.
6. ↑  5 Questions for: Whitechapel Gallery Art Icon Joan Jonas. In: Whitechapel Gallery. Abgerufen am 24. November 2020 (englisch).
7. ↑  Ausstellungstext Fotohof Ausstellung
8. ↑   Daniel Kalt. Bissfeste Bilder. In: Die Presse – Schaufenster, 21. Jänner 2021. Link.
9. ↑  http://www.fotohof.net/content.php?id=29&buchid=1024
10. ↑  Sculpture at the Crossroads. Abgerufen am 24. November 2020.
11. ↑  Dwight Art Memorial (Mount Holyoke College): Henry Rox: sculpture retrospective, May 5 through June 7, 1966. Mount Holyoke College, South Hadley, MA 1966 (worldcat.org [abgerufen am 24. November 2020]).
12. ↑  Burcu Dogramaci: Tommy Apple and his Adventures in Banana-Land. In: Metromod Archiv. Ludwig-Maximilians-Universität München, 20. Juni 2021, abgerufen am 21. März 2023 (englisch).

| Personendaten    | Personendaten                                           |
| ---------------- | ------------------------------------------------------- |
| NAME             | Rox, Henry                                              |
| ALTERNATIVNAMEN  | Rosenberg, Heinrich (Geburtsname)                       |
| KURZBESCHREIBUNG | deutsch-amerikanischer Künstler, Bildhauer und Fotograf |
| GEBURTSDATUM     | 18. März 1899                                           |
| GEBURTSORT       | Berlin                                                  |
| STERBEDATUM      | 14. Juli 1967                                           |
| STERBEORT        | South Hadley                                            |